# Verbandsgemeinde Schönenberg-Kübelberg
La comunità amministrativa di Schönenberg-Kübelberg (Verbandsgemeinde Schönenberg-Kübelberg) era una comunità amministrativa della Renania-Palatinato, in Germania.
Faceva parte del circondario di Kusel.
A partire dal 1º gennaio 2017 è stata unita alle comunità amministrative di Glan-Münchweiler e Waldmohr per costituire la nuova comunità amministrativa Oberes Glantal.

## Suddivisione
Comprendeva 7 comuni:
1. Altenkirchen
2. Brücken (Pfalz)
3. Dittweiler
4. Frohnhofen
5. Gries
6. Ohmbach
7. Schönenberg-Kübelberg

Il capoluogo era Schönenberg-Kübelberg.